# Abraham von Werdt
Abraham von Werdt, född 13 september 1669 i Västerås församling, Västmanlands län, död 29 oktober 1733, var en svensk rådman, postmästare, riksdagsledamot och politiker.

## Biografi
Abraham von Werdt föddes 1669 i Västerås församling. Han var son till rådmannen Peter von Werdt och Maria Adrian. Von werdt blev rådman i Västerås och var postmästare där 1690–1715. Han avled 1733.
Von Werdt var riksdagsledamot för borgarståndet i Västerås vid riksdagen 1723.
Von Werdt gifte sig 1691 med Kristina Lardotter Borre. De fick tillsammans sonen och borgmästaren Peter von Werdt i Köping.